# Jedi Knight
Jedi Knight er en serie af computerspil, der historiemæssigt udspiller sig efter Return of the Jedi. De er forsættelsen på Dark Forces serien. I serien findes:
- Jedi Outcast
- Jedi Academy

I de to spil styrer man forskellige figurer, men hovedpersonen fra Outcast, Kyle Katarn, møder man også i Academy, blot som en computerstyret figur. Helten i A New Hope, The Empire Strikes Back og Return of the Jedi, Luke Skywalker, møder man også.
| Star Wars | Spire Denne Star Wars-artikel er en spire som bør udbygges. Du er velkommen til at hjælpe Wikipedia ved at udvide den. |